# Castellbell i el Vilar
Castellbell i el Vilar település Spanyolországban, Barcelona tartományban. Lakosainak száma 4138 fő (2024).

## Földrajza
Castellbell i el Vilar Sant Vicenç de Castellet, Rellinars, Vacarisses, Monistrol de Montserrat és Marganell községekkel határos.

## Közlekedés
A település az FGC vasúttársaság Llobregat–Anoia-vasútvonala vonalán fekszik, melyen Barcelona is könnyedén megközelíthető.

## Népesség
A település lakosságának változását az alábbi diagram mutatja:
| Lakosok száma | 224  | 1702 | 3108 | 3485 | 3314 | 3171 | 3680 | 3624 | 3647 | 4138 |
|               | 1717 | 1887 | 1936 | 1960 | 1986 | 2004 | 2009 | 2014 | 2019 | 2024 |